# Iso Mustasaari
Pour l’article homonyme, voir Korsholm.
Iso Mustasaari (suédois : Stora Östersvartö, français : Grande île noire) est la plus grande et la plus orientale des îles du quartier de Suomenlinna à Helsinki en Finlande.

## Description
Iso-Mustasaari est la plus densément peuplée des îles de Suomenlinna et on y trouve l'Église de Suomenlinna et la seule école et le seul magasin du groupe d'îles. Le quai du traversier menant du continent à Suomenlinna est situé sur la rive nord d'Iso Mustasaari. Deux ponts la relient à Pikku-Mustasaari et à Susisaari.

## Bâtiments
Les bâtiments fortifiés d'Iso Mustasaari font partie du dispositif de fortification de Suomenlinna.
Les plus anciens bâtiments de l'île datent du XVIIIe siècle à l'époque de Augustin Ehrensvärd. Il en est de même pour les fortifications de ses rives septentrionales. Les bâtiments les plus remarquables de cette époque sont le bâtiment en couronne Ehrensvärd et à sa proximité l'un des immeubles d'habitation les plus anciens de Finlande: l'arche de Noé. Sur Iso Mustasaari, à proximité du pont menant à Susisaari, se trouve le Musée de Suomenlinna. La prison de Suomenlinna entourée de hautes murailles se situe au sud d'Iso Mustasaari.
Iso Mustasaari possède aussi un ensemble de constructions datant de la domination Russe.
L’actuelle église de Suomenlinna est à l'origine une église orthodoxe de garnison.
A l'indépendance de la Finlande, l'église sera fortement transformée pour devenir en église luthérienne.
Du temps de la domination russe, il reste encore des bâtiments d'habitation et la caserne Rantakasarmi.
| Carte des bâtiments de l'île Iso Mustasaari (C)                   |
| Carte interactive de Suomenlinna (cliquer pour voir les détails). |

## Galerie

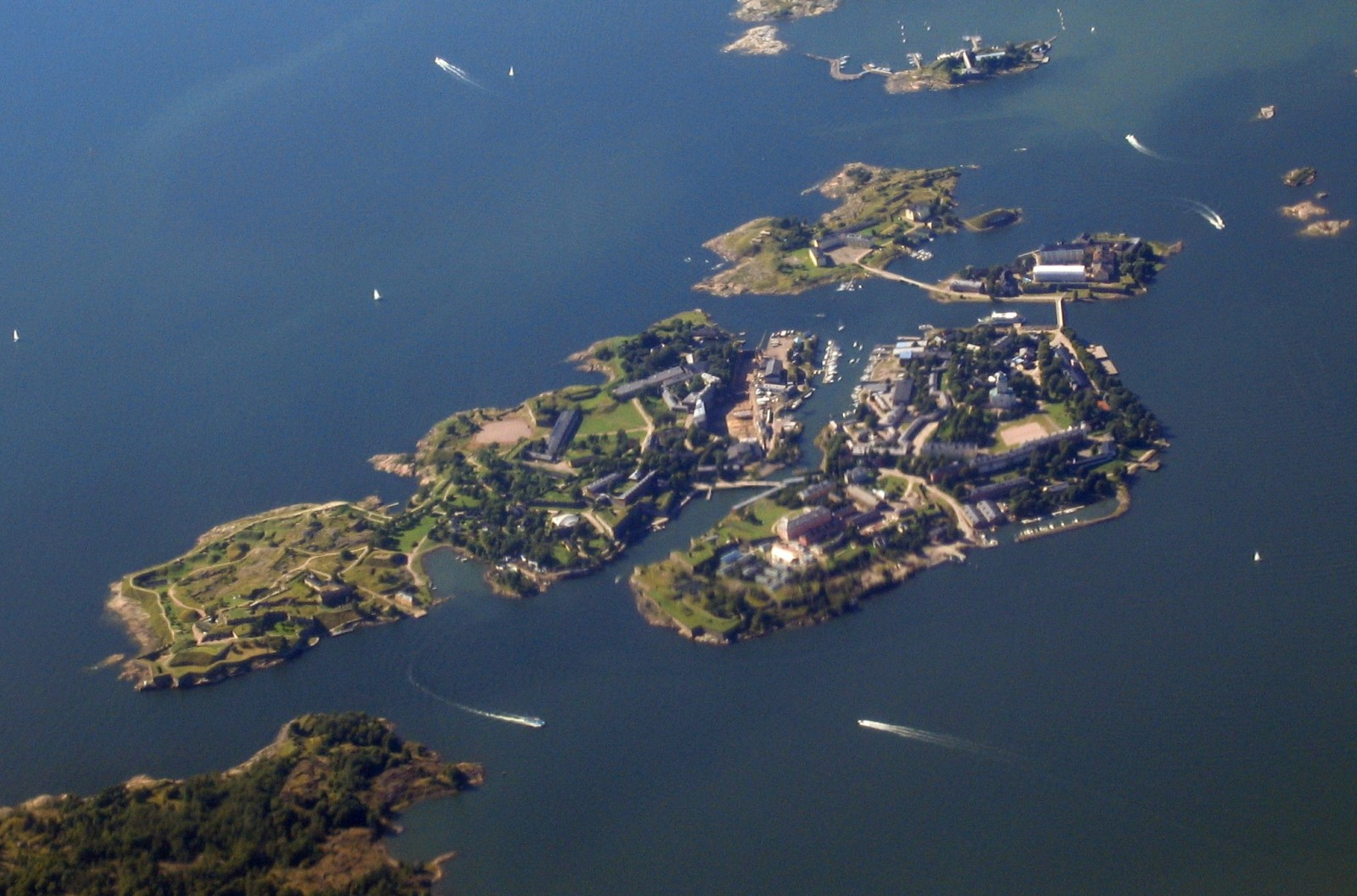
Vue aérienne des huit îles de Suomenlinna.
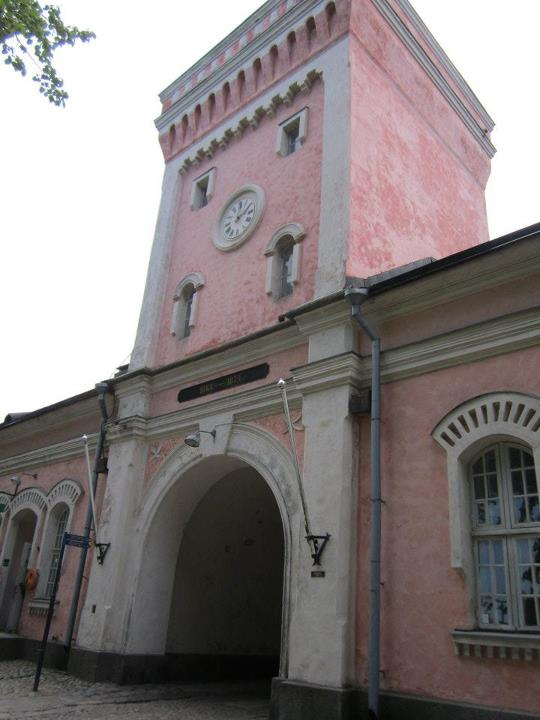
L'entrée de Suomenlinna
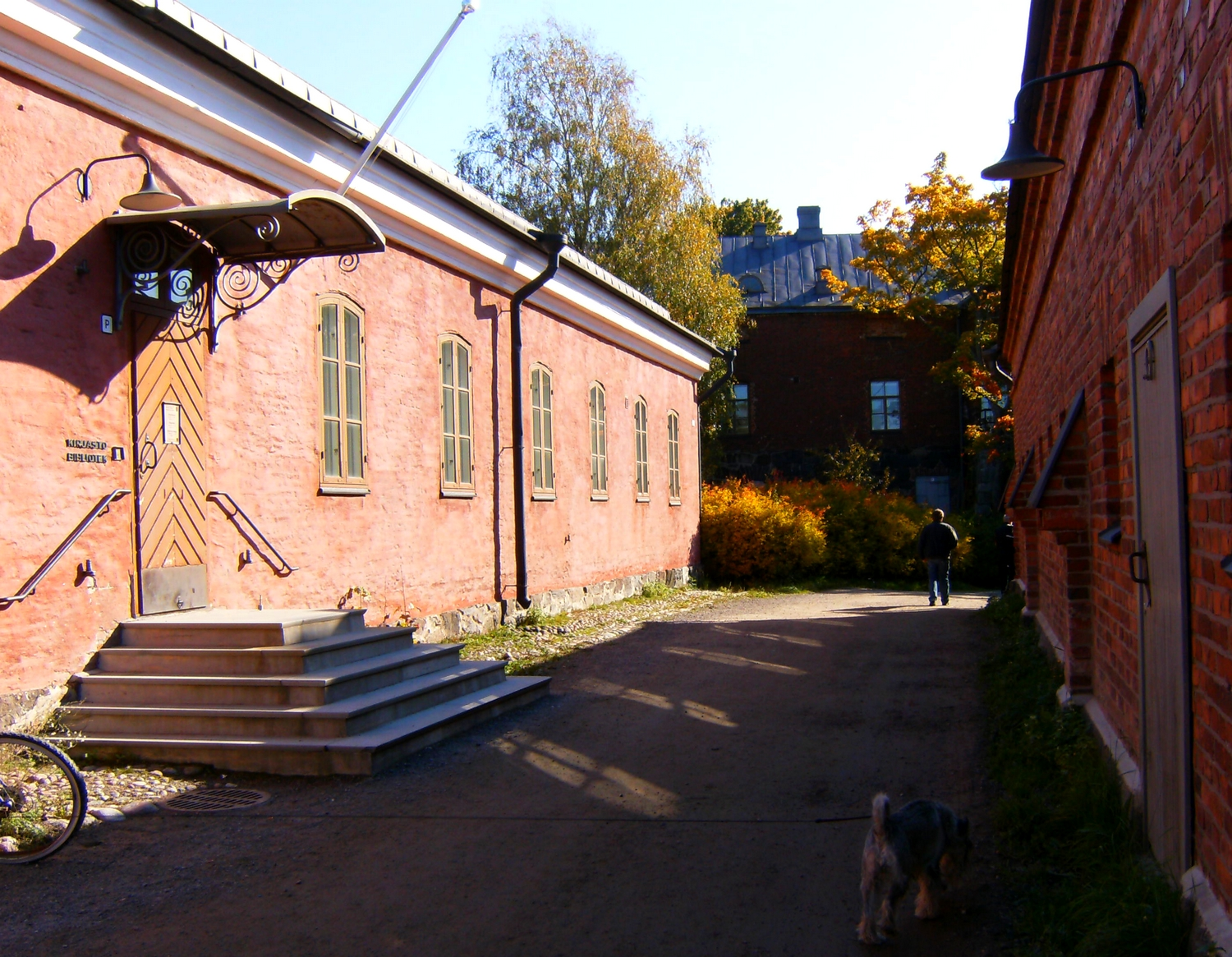
La bibliothèque.
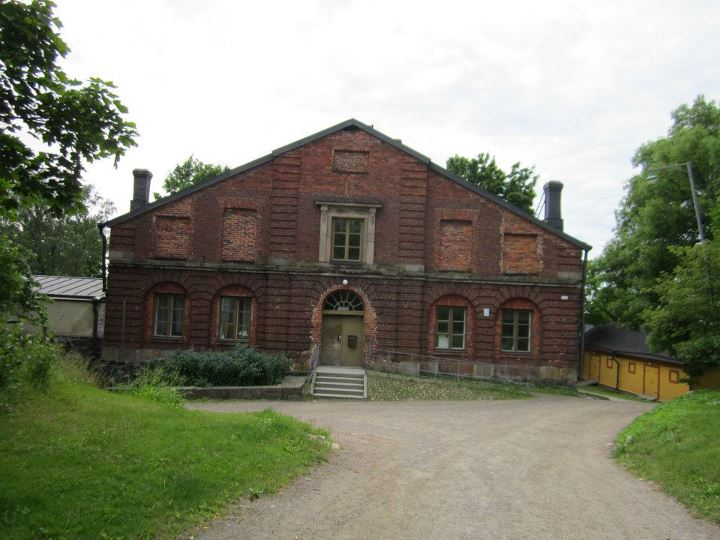
L'église du diable.
Le bastion Bielke
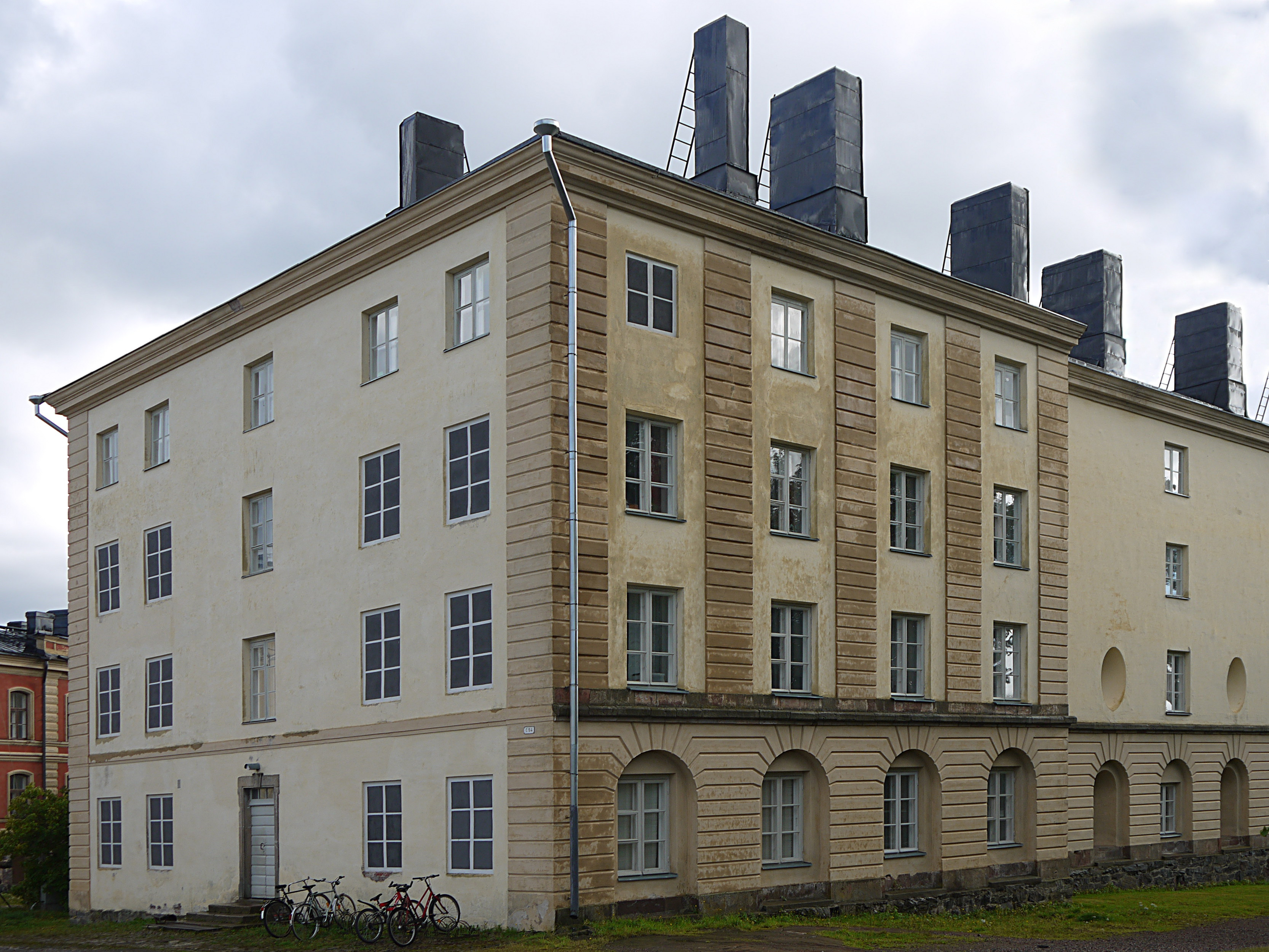
L'arche de Noé.
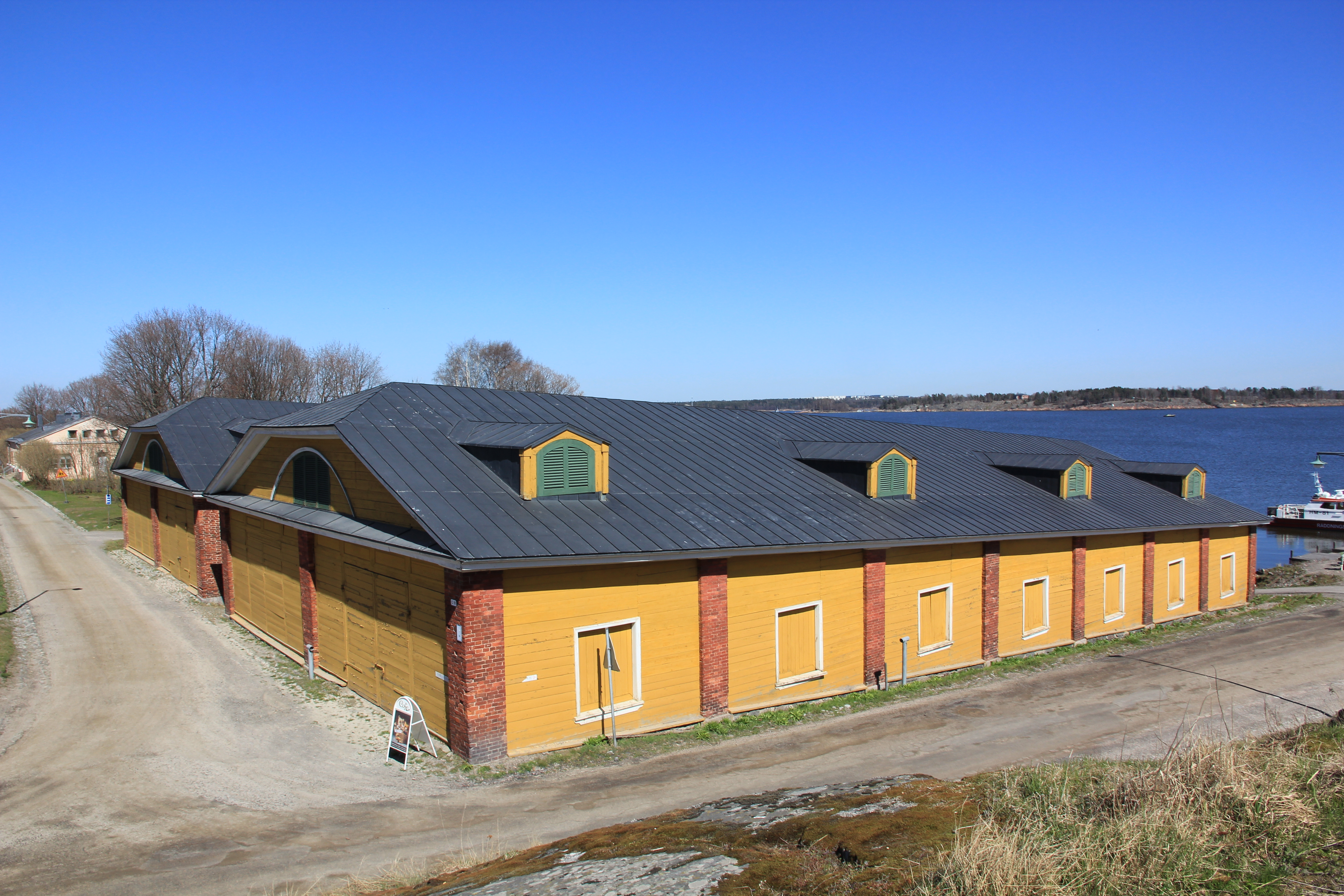
Deux hangars à bateaux.